# Laugø
Laugø er en lille sjællandsk landsby nord for Helsinge. Navnet kommer af enten en høj ved en lavning, eller af lov (pga. tingsted) ø. Indbyggertallet var ca. 150 i 2009.
Laugø har en jernbanestation på Gribskovbanen.
Hvor de gamle smedjer de fleste andre steder i Danmark er enten forfaldet, eller anvendt til andre formål, forblev Laugø Smedje i aktivitet helt indtil smed Jørgen Laurits Nielsens død i 1980. Smedjen blev overtaget af Helsinge Kommune (nu Gribskov Kommune), med det formål at fungere som arbejdende museum. Fagforbundet Dansk Metal, og pensionerede smede fra Det danske Stålvalseværk i Frederiksværk, sørgede sidenhen for, at der fortsat er ild i essen på særlige smededage.

## Historie
Laugø nævnes første gang i 1241, dengang var landsbyen underlagt Æbelholt Kloster. Laugø udgjorde sammen med landsbyerne Helsinge, Nejlinge, Kæderup, Ammendrup og Høbjerg, Helsinge Sogn. I 1787, året før udskiftningen begyndte, bestod landsbyen af 17 gårde og 21 "husfolkefamilier", indbyggertallet var 190. i 1870 havde hele Laugø matrikelområde (inklusive udflyttede gårde) ca. 370 indbyggere.
Museum Nordsjælland foretog i 2017 udgravninger i Laugøs sydlige del – i dag Helsinge-bydelen Troldebakkerne – af fire store ovne til teglbrænding, der så ud til at have været i brug samtidigt i årene omkring udskiftningen i slutningen af 1700-tallet og begyndelsen af 1800-tallet. I den periode blev adskillige gårde i den dengang store landsby, Laugø, på få år revet ned og genopført ”ude i marken” med teglmurede tavl mellem bindingsværket. Tæt på teglovnene blev fundet en cirkelrund, seks meter i diameter, stenlægning med et hul i midten, hvilket var pladsen, hvor man æltede leret til teglproduktionen. I midten af stenlægningen har stået en pæl med en lang vandret stang på, hvortil en hest har været spændt for, og gået rundt og rundt om anlægget, og trukket en vogn, hvis hjul har æltet leret, mens man tilførte passende mængder vand. Æltegraven, hvis stenlægning var meget velbevaret, var formentlig fælles for alle bønder, der brændte tegl på stedet.
Teglbrænding i større stil var et næsten glemt håndværk, efter at opførelsen af klostre, kirker og borge ophørte i 1500-tallet. I 1700-tallet blev det så at sige "genopdaget", men nu i en helt anden skala. Filantropiske godsejere og præster udgav små skrifter med vejledning til bønderne om, hvordan de selv kunne brænde deres egne mursten, især aktuelt i forbindelse med udskiftningen, hvor et stort antal gårde blev revet ned og genopført udenfor landsbyfællesskabet. Teglbrændingen ved Laugø vidner om, at bønderne stadig foretrak at udføre sådanne opgaver i fællesskab. Bønderne havde tidligere ikke tradition for at brænde tegl, da deres gårde var opført af bindingsværk med lerklinede tavl mellem bindingsværket. I år 1900 opførte et interessentskab, blandt andet bestående af bønder fra Laugø, Helsinge Teglværk 300 meter øst for de gamle teglovne.
Gribskovbanens jernbanestrækning Helsinge-Tisvildeleje blev anlagt i begyndelsen af 1920'erne og åbnede i 1924. Laugø Trinbræt kom til i 1931, efter lokalt pres.